# Chicerea, Iași
Chicerea este un sat în comuna Tomești din județul Iași, Moldova, România.